# 谢尔盖·本亚琴科
谢尔盖·库兹米奇·本亚琴科（俄语：Серге́й Кузьми́ч Буняче́нко/ 乌克兰语：Сергій Кузьмич Буняченко，1902年10月5日—1946年8月2日）是一位在第二次世界大战期间叛变至納粹德國一方的苏联红军军官，后在与纳粹合作的俄罗斯解放军中晋升至少将。于1946年被判犯有叛国罪后，本亚琴科被处以绞刑。